# Imbrasia wahlbergina
Imbrasia wahlbergina är en fjärilsart som beskrevs av Pierre Claude Rougeot 1972. Imbrasia wahlbergina ingår i släktet Imbrasia och familjen påfågelsspinnare. Inga underarter finns listade i Catalogue of Life.